# Vírio Lupo Vitório
Vírio Lupo (em latim: Virius Lupus) foi um oficial romano de meados ou finais do século IV. Era descendente de Vírio Lupo, cônsul em 278. Segundo 3 inscrições da Campânia, 2 de Cápua e 1 de Preneste, era homem claríssimo e torna-se consular da Campânia.